# الجمعية الأمريكية لاختبار المواد
(بالإنجليزية: American Society for Testing and Materials)‏ واختصاراً (ASTM) أي الجمعية الأمريكية لاختبار المواد، وهي منظمة معايير تقوم على تطوير ونشر معايير (مواصفات قياسية) تقنية لمجموعة واسعة من المواد والمنتجات والأنظمة والخدمات.

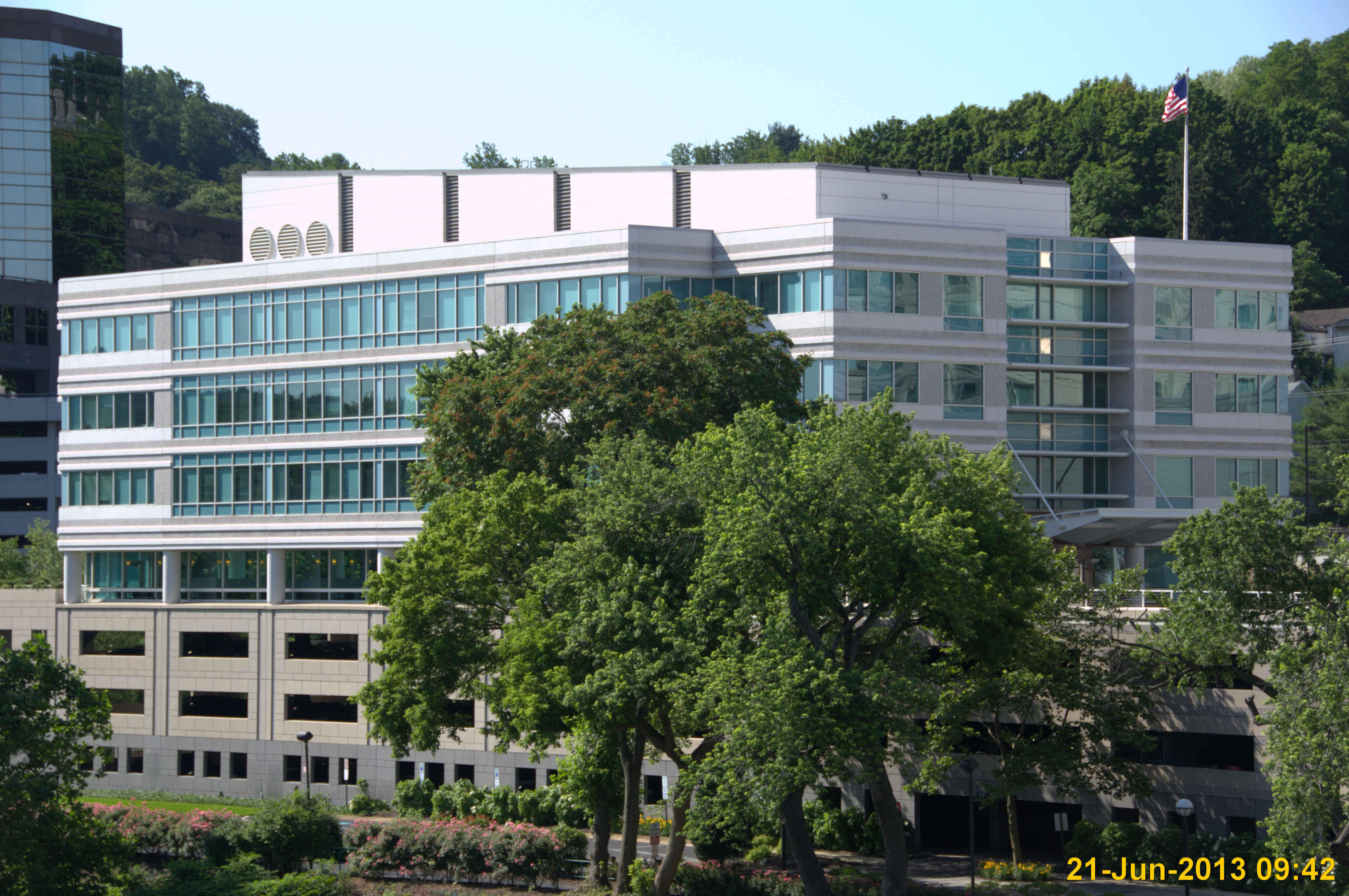
صورة للجمعية الأمريكية لاختبار المواد مُلتقطة من كوبري مجاور.

يقع المقر الرئيسي للمنظمة في الولايات المتحدة الأمريكية، بنسلفانيا. حوالي خمس أميال شمال غرب فيلاديلفيا.
الجمعية الأمريكية لفحص المواد تختلف عن المنظمات الأخرى مثل (BSI (1901) DIN (1917) AFNOR (1926 في أنها ليست هيئة معايير وطنية، فهذا الدور تتخذه في الولايات المتحدة الأمريكية المعهد القومي الأمريكي للقياس (ANSI). ومع ذلك فإن الجمعية الأمريكية لفحص المواد ِASTM لها دور مهم بين مطوري المعايير في الولايات المتحدة، وتدعي أنها أكبر شركة في العالم لتطوير المعايير. وباستخدم عملية التوصل إلى توافق في الآراء، تدعم الجمعية الأمريكية لفحص المواد الآلاف من المتطوعين واللجان التقنية، التي تعتمد على أعضاء من جميع أنحاء العالم وبشكل جماعي تم تطوير وصيانة أكثر من 12000 من المعايير.
وتقوم الجمعية الأمريكية لفحص المواد بنشر الكتاب السنوي لمعايير الجمعية الأمريكية لفحص المواد كل عام في شكل مطبوع، وقرص صلب وعلى شبكة الإنترنت. النسخة الإلكترونية متاحة من خلال الاشتراك، ومجموعة كاملة من الكتب أو الإسطوانات بتكلفة قدرها 9000 دولار أمريكي تقريباً، وشملت 81 مجلداً.

## مجموعات الجمعية الأمريكية للاختبار والمواد
- الجمعية الأمريكية للاختبار والمواد – التشييد (3000+ مستند)
- الجمعية الأمريكية للاختبار والمواد – أساليب الاختبار العامة (1900+ مستند)
- الجمعية الأمريكية للاختبار والمواد – المعادن (2300+ مستند)
- الجمعية الأمريكية للاختبار والمواد – متنوع (1100+ مستند)
- الجمعية الأمريكية للاختبار والمواد – الطلاء (800+ مستند)
- الجمعية الأمريكية للاختبار والمواد – مقاييس الورق (مع الجمعية التقنية لصناعة اللباب والورق فقط) (90+ مستند)
- الجمعية الأمريكية للاختبار والمواد – منتجات البترول (800+ مستند)
- الجمعية الأمريكية للاختبار والمواد – البلاستيك (650+ مستند)
- الجمعية الأمريكية للاختبار والمواد – المطاط والمواد العازلة الكهربائية (700+ مستند)
- الجمعية الأمريكية للاختبار والمواد – المنسوجات (350+ مستند)
- الجمعية الأمريكية للاختبار والمواد – المجلد 01.01: المواسير، الأنابيب، التركيبات (100+ مستند)
- الجمعية الأمريكية للاختبار والمواد – مكتبة مقاييس الأجهزة (140+ مستند)
- الجمعية الأمريكية للاختبار والمواد – المختارة من وزارة الدفاع (2500+ مستند)
- الجمعية الأمريكية للاختبار والمواد – الألياف الضوئية (8 مستندات)
- الجمعية الأمريكية للاختبار والمواد – البتروكيماويات (450+ مستند) الجمعية الأمريكية للاختبار والمواد – مجموعة أسلاك المباني ومقاييس الأمان (7 مستندات)
- تتوفر خدمة إجازة المرور للمنتجات الفولاذية (Passport to Steel)
- المكتبة الرقمية للجمعية الأمريكية للاختبار والمواد
- دفتر مقاييس الجمعية الأمريكية للاختبار والمواد

## تاريخيا
قامت مجموعة من العلماء والمهندسين، بقيادة تشارلز دادلي بنيامين بتشكيل الجمعية الأمريكية للاختبار والمواد في عام 1898 لمعالجة الانقطاع المتكرر للسكك الحديدية بسبب النمو السريع لصناعة السكك الحديدية. ووضعت مجموعة من المعايير لاستخدامها في صنع القضبان الفولاذية.
احتفلت المنظمة بالذكرى المئوية في عام 1998.
في عام 2001 ، غيرت الجمعية الأمريكية لفحص المواد اسمها إلى الجمعية الأمريكية الدولية لفحص المواد لتعكس المشاركة العالمية لها واستخدامها في جميع أنحاء العالم.
في عام 2005 ، وبالاشتراك مع Citation Technologies قامت الجمعية الأمريكية لفحص المواد لأول مرة بإنشاء مكتبة ديناميكية على شبكة الإنترنت على الشبكة العالمية للتحري المالي للمعايير البيئية.

## وصلات خارجية
- الجمعية الأمريكية لاختبار المواد على موقع الموسوعة البريطانية (الإنجليزية)

الموقع الرسمي